# Black Rock Desert
Black Rock Desert je alkalická pánev, propadlina na severozápadě Nevady. Nachází se v Pershing County, Humboldt County a Washoe County. Má délku více než 110 kilometrů a šířku více než 30 kilometrů. Rozkládá se na ploše okolo 2 600 km². Střední nadmořská výška pánve je 1 190 metrů.
Black Rock Desert tvoří severní část Velké pánve.